# Quilmes (ethnie)
Pour les articles homonymes, voir Quilmes.

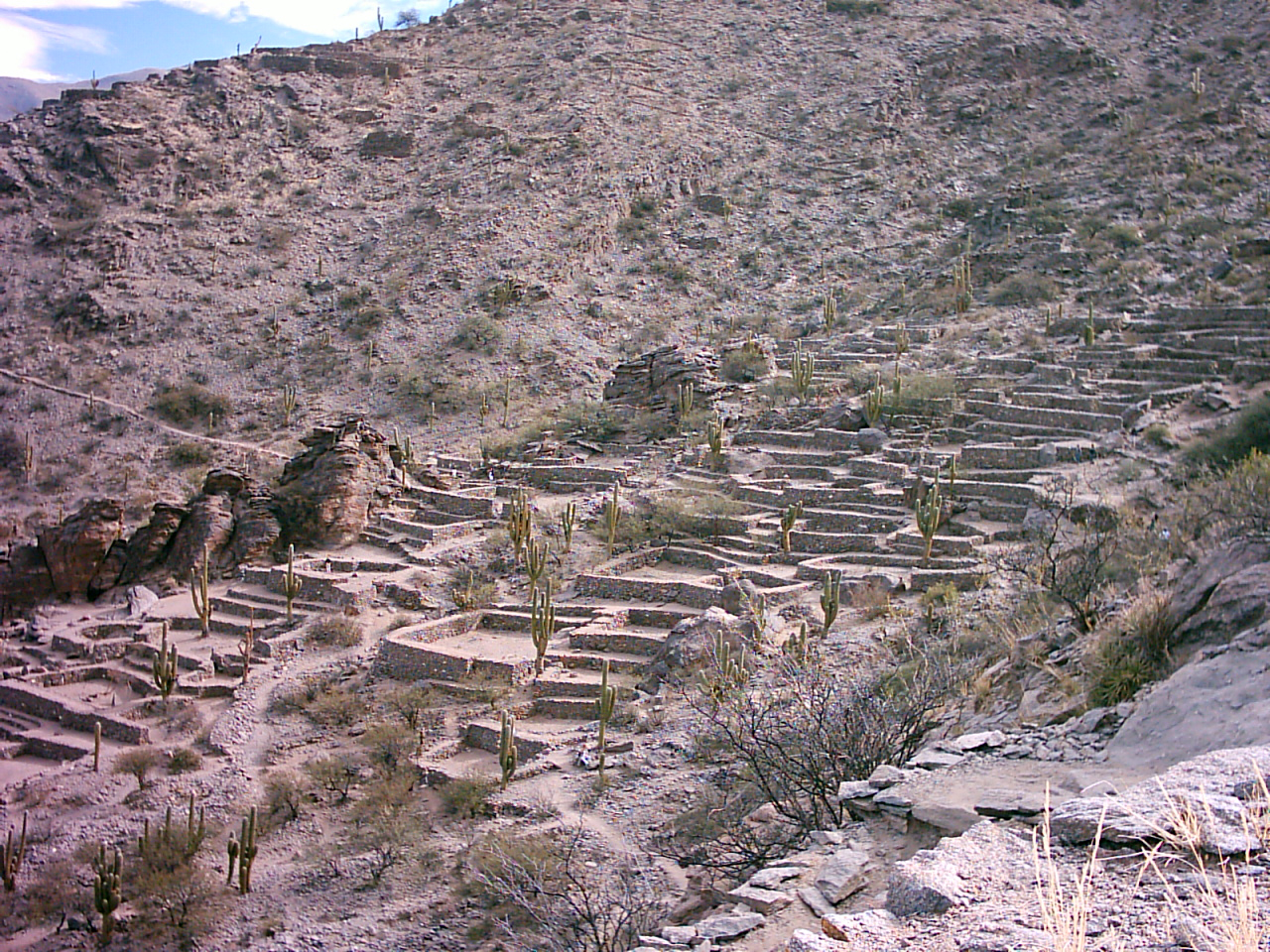
Ruines "Quilmes"

Les Quilmes sont une ethnie du groupe des Diaguita originaires du nord-ouest de l'Argentine, dans l'actuelle province de Tucumán. Au XVIIe, les Quilmes ont été déportés vers une réduction près de Buenos Aires, à l'emplacement de l'actuelle ville de Quilmes,.